# Minions (film)
Minions è un film d'animazione del 2015 diretto da Pierre Coffin e Kyle Balda.
La pellicola è un prequel/spin-off del franchise di Cattivissimo me e vede come protagonisti i Minions, personaggi creati da Sergio Pablos.

## Trama
I Minions sono esistiti fin dall'alba dei tempi ed hanno un solo scopo: servire il padrone "più cattivissimo" al mondo. Evoluti da organismi unicellulari, i Minions sbarcano sulla terraferma, si fanno assumere da un T-Rex, ma nel prendere una banana lo fanno accidentalmente scivolare su un masso e cadere in un vulcano. Poi si mettono al servizio di un uomo delle caverne, ma sostituiscono la sua clava con un acchiappamosche e il cavernicolo, indifeso, viene sbranato da un orso delle caverne. Ci provano nuovamente in Egitto, ma schiacciano per sbaglio il faraone con una piramide, provocano l'incenerimento del conte Dracula e, successivamente, centrano Napoleone con una cannonata. Decidono quindi di isolarsi dal mondo e cominciare una nuova vita nell'Artide. All'inizio la loro vita in isolamento dal resto del mondo sembra perfetta, ma ben presto si accorgono che la mancanza di un padrone da servire fa mancare loro una ragione di vita, facendoli morire di noia.
Qualche tempo prima dell'ottobre del 1968, il Minion Kevin decide di partire alla ricerca di un nuovo padrone.. Kevin, insieme ai giovani Stuart (un Minion appassionato di chitarre, unitosi alla missione senza aver compreso inizialmente quale fosse lo scopo) e Bob (il Minion dal comportamento più infantile, scelto perché nessun altro voleva unirsi a Kevin), parte per un lungo viaggio fino ad arrivare a New York. Rimasti accidentalmente chiusi in un centro commerciale, i tre scoprono l'esistenza di Expo-Cattivi, un raduno di criminali a Orlando nel quale si riuniscono i più grandi supercattivi del mondo, tra cui Scarlett Sterminator (Overkill nella versione originale), la più grande supercattiva del mondo. Arrivati al raduno, Kevin, Stuart e Bob scoprono che Scarlett sta cercando dei nuovi sottoposti e, superata fortunosamente la sfida da lei proposta, diventano i suoi scagnozzi.
Nel frattempo, nell'Artide, gli altri Minions iniziano a lavorare per alcuni yeti ma, dopo averne ucciso accidentalmente il capo, sono costretti a fuggire in tutta fretta e decidono di ritrovare i tre compagni in missione, che ora si stanno dirigendo insieme a Scarlett in Inghilterra. La donna affida ai Minions un'importante missione: rubare la corona della regina, così da realizzare il suo sogno di bambina di diventare una principessa "amata da tutti". Grazie al marito di Scarlett, Herb, che li rifornisce di innovative e tecnologiche armi, i tre riescono quasi a entrare in possesso della corona della regina, ma vengono fermati dalle forze dell'ordine. Messo alle strette in un parco, Bob incappa nella mitica spada nella roccia Excalibur e, riuscendo ad estrarla, viene immediatamente riconosciuto come il nuovo re d'Inghilterra. Convinta che i Minions l'abbiano tradita appropriandosi della "sua" corona, Scarlett cerca di ucciderli, ma re Bob abdica in suo favore. I rapporti con la supercattiva sembrano tornati ottimali, ma in realtà lei non riesce a perdonarli, e li rinchiude nelle segrete del palazzo a subire indicibili torture da parte di Herb.
L'insolita fisiologia dei Minions li salva da ogni tipo di tortura possibile, e il giorno dell'incoronazione i tre riescono a fuggire nelle fogne intenzionati a scusarsi con Scarlett. All'Abbazia di Westminster, i tre interrompono accidentalmente la cerimonia di incoronazione, quasi uccidendo Scarlett, che sguinzaglia dietro di loro ogni supercattivo presente. Durante un rocambolesco inseguimento, Stuart e Bob vengono catturati mentre Kevin si nasconde in un pub dove trova l'ex regina Elisabetta. In televisione appare quindi Scarlett che intima a Kevin di consegnarsi, pena la morte dei suoi due amici. Il Minion torna nel laboratorio di Herb, inseguito dai supercattivi, deciso a rifornirsi di armi e liberare Stuart e Bob; finisce però accidentalmente in un macchinario sperimentale che lo ingigantisce facendo fuggire gli inseguitori. Kevin salva i suoi amici mentre tutta la sua tribù li sta cercando a Londra, scontrandosi accidentalmente con Scarlett.
Trovati tutti i loro amici, i tre Minions sembrano finalmente salvi, ma la supercattiva utilizza un gigantesco missile nel tentativo di sterminare Kevin e tutti gli altri. Kevin afferra il missile, Scarlett e Herb e ingoia la testata, sacrificandosi così per salvare tutti i Minions. Il cordoglio della tribù dura poco, per fortuna, scoprendo che il loro amico è tornato alle dimensioni normali ed è sano e salvo. Elisabetta è di nuovo incoronata regina e ringrazia pubblicamente i Minions, regalando a Bob una piccola corona per il suo orsetto, a Stuart una chitarra elettrica (che si romperà poco dopo, e per ciò Stuart la scambierà con una palla di neve), e nominando cavaliere Kevin. Le celebrazioni durano poco, poiché Scarlett ed Herb, creduti morti, rubano la corona di Elisabetta e fuggono, venendo però congelati vivi dal giovane Gru, che prende la corona, mostrandosi come possibile capo agli altri Minions. Scarlett è delusa, ma Bob capisce quanto lei desideri realizzare il suo sogno e le regala la sua coroncina. I Minion corrono via inseguendo Gru, il loro nuovo cattivissimo capo.
Dopo i titoli di coda si vede il finale in cui i tre Minions protagonisti cantano e suonano Revolution dei Beatles, mentre alle loro spalle Herb, Scarlet, i Nelson, Gru, la regina e gli altri personaggi del film ballano.

## Personaggi
- Bob, Stuart e Kevin: Bob è il più piccolo. Non ha i capelli, ed è affetto da eterocromia perché ha un occhio verde e l'altro marrone. È il più ingenuo e infantile del gruppo e porta sempre con sé il suo orsacchiotto di peluche, Tim. Stuart è il Minion adolescente, con un solo occhio. Ha una personalità ribelle ed è per questo che molte volte pensa di poter fare tutto da solo. Ama molto suonare il suo ukulele, anche se il suo sogno è quello di possedere una chitarra elettrica e diventare una rock star. Infine Kevin è il più maturo e il leader del gruppo. Il suo sogno è quello di risultare un eroe agli occhi della sua tribù ed è per questo che lui escogita il piano di uscire dalla caverna di ghiaccio dell'Artide per cercare, assieme a Stuart e Bob, il padrone più cattivo al mondo per tutti i Minions.
- Scarlett Sterminator (Scarlet Overkill in originale): è la più cattiva dei criminali. Indossa un elegante tubino rosso ed ha i capelli neri, non molto lunghi ma folti. È alta e magra. Ha vissuto una terribile infanzia e questo l'ha spinta a essere una criminale. È sposata con Herbert "Herb" Sterminator, a cui è molto legata. Il suo carattere docile viene fuori solo in presenza del marito. Le sue armi principali sono i fucili a lava e il suo vestito razzo; grazie a quest'ultimo, Scarlett può volare e contemporaneamente sparare proiettili a lava o persino un razzo nucleare. Lei ed Herb tentano di rubare la corona della regina Elisabetta, senza però riuscirci.
- Herb Sterminator (Herbert Overkill): è il marito di Scarlett e inventore. È molto innamorato di Scarlett e asseconda sempre le sue decisioni. Herb non ha lo stesso carattere della moglie: infatti non è malvagio, ma costruisce solamente i gadget che Scarlett utilizza nei furti. Ha una costituzione longilinea, un grande naso aquilino, occhi marroni e capelli castani abbastanza corti.
- Famiglia Nelson: famiglia di criminali specializzati in furti e rapine. Grazie a loro Bob, Kevin e Stuart raggiungono Orlando e la fiera dei cattivi. Ne fanno parte Walter, il padre; Madge, la madre; Walter jr., il figlio primogenito; Tina, figlia secondogenita, che suggerisce ai Minions l'idea di servire Scarlett; Ciuccio (Binky), l'ultimo nato, il quale è ancora un bebè. Pur essendo una famiglia di criminali, i Nelson sono simpatici e amichevoli.

## Produzione
Il 21 agosto 2012 venne annunciato il film per il 19 dicembre 2014. Il 20 settembre 2013 la data di uscita venne spostata al 10 luglio 2015. I motivi di questo cambiamento sono da ricercare nel successo avuto dal film Cattivissimo me 2, distribuito a luglio, periodo favorevole per gli incassi negli Stati Uniti.
Sempre in Cattivissimo me 2, si scopre che nei titoli di coda si può vedere Kevin, Stuart e Bob che fanno dei provini per il loro futuro film.
Il 4 novembre 2014 è stato pubblicato online il primo trailer del film.

## Colonna sonora
La colonna sonora ufficiale del film è stata pubblicata il 10 luglio 2015 da Back Lot Music. La colonna sonora comprende anche la musica originale del film, composta da Heitor Pereira.

## Distribuzione
La prima mondiale del film ha avuto luogo l'11 giugno 2015, a Leicester Square, Londra.
Il film è distribuito nelle sale statunitensi dal 10 luglio 2015 e nelle sale italiane dal 27 agosto dello stesso anno.

## Accoglienza

### Incassi
Il film ha incassato 1159457503 $, 3º miglior risultato fino ad allora per un film d'animazione dopo Frozen - Il regno di ghiaccio e Gli Incredibili 2. È il 29º film con maggiori incassi nella storia del cinema, 8º tra quelli d'animazione, ed è stato per molti anni il film di maggior incasso della Illumination. Nel 2023 venne superato da Super Mario Bros. - Il film, con oltre 1 miliardo nel giro d'un mese.
In Italia ha incassato 23462635 €, superando il record di Cinquanta sfumature di grigio (19,6 milioni di euro) e divenendo il film più visto del 2015. Ad ottobre 2015 perse il suo primato in favore di Inside Out. È al 35º posto dei film con maggiori incassi in Italia.

### Critica
Il film ha ricevuto critiche miste dalla critica cinematografica. L'aggregatore di recensioni Rotten Tomatoes riporta una percentuale di gradimento del 56% con un voto medio di 5.8 su 10, sulla base di 224 recensioni, mentre il sito Metacritic attribuisce al film un punteggio di 56 su 100 in base a 35 recensioni.

## Riconoscimenti
- 2016 - Premi BAFTA
  - Nomination Miglior film d'animazione a Pierre Coffin e Kyle Balda

- 2016 - Saturn Award
  - Nomination Miglior film d'animazione

- 2016 - Kids' Choice Award
  - Nomination Miglior film d'animazione
  - Nomination Miglior doppiaggio in un film d'animazione a Sandra Bullock

- 2016 - MTV Movie Award
  - Nomination Miglior sequenza d'azione

- 2016 - Annie Award
  - Nomination Migliori effetti animati a Frank Baradat, Antonin Seydoux, Milo Riccarand e Nicolas Brack
  - Nomination Miglior animazione in un personaggio (per Herb, Scarlet Overkill, Kevin, Stuart e Bob)
  - Nomination Miglior character design a Eric Guillon
  - Nomination Miglior design di produzione a Eric Guillon
  - Nomination Miglior storyboarding a Habib Louati
  - Nomination Miglior doppiaggio (Minions) a Pierre Coffin
  - Nomination Miglior doppiaggio (Herb Sterminator) a Jon Hamm

- 2016 - People's Choice Awards
  - Miglior film per la famiglia
  - Nomination Miglior doppiaggio in un film d'animazione a Sandra Bullock

- 2016 - Empire Award
  - Nomination Miglior film d'animazione

- 2016 - Golden Reel Award
  - Nomination Miglior montaggio sonoro (Dialoghi e ADR)

- 2016 - PGA Award
  - Nomination Miglior produttore per un film d'animazione a Chris Meledandri e Janet Healy

- 2016 - Golden Trailer Awards
  - Miglior poster selvaggi
  - Nomination Miglior animazione/spot di un film per la famiglia
  - Nomination Miglior spot TV voce fuoricampo
  - Nomination Miglior animazione/poster per la famiglia
  - Nomination Miglior cartellone pubblicitario

- 2015 - Golden Trailer Awards
  - Miglior animazione/poster per la famiglia
  - Miglior successivo poster TV dell'estate
  - Nomination Miglior animazione/per la famiglia

- 2016 - Russian National Movie Awards
  - Nomination Miglior film d'animazione

- 2015 - Voci nell'ombra
  - Nomination Miglior doppiaggio a Fabio Fazio

- 2016 - Cinema Audio Society
  - Nomination Miglior montaggio sonoro a Carlos Sotolongo, Gary A. Rizzo, Christopher Scarabosio, Shawn Murphy e Corey Tyler

- 2015 - Kansas City Film Critics Circle Awards
  - Nomination Miglior film d'animazione

- 2015 - Golden Schmoes Awards
  - Nomination Film d'animazione dell'anno

- 2016 - Behind the Voice Actors Awards
  - Nomination Miglior doppiaggio femminile da protagonista (per Scarlett Sterminator) a Sandra Bullock
  - Nomination Miglior doppiaggio femminile da non protagonista (per Tina) a Katy Mixon Greer

## Cortometraggi
Il 14 dicembre 2010 viene distribuito in DVD Minion Madness (o come da grafica sul DVD Despicable Me presents Minion Madness), tre cortometraggi : Home Makeover, Orientation Day e Banana, con un totale di 12 minuti.
Il 10 dicembre 2013 viene distribuito Puppy, Panic in the Mailroom e Training Wheels.
L'8 dicembre 2015 viene distribuito Binky Nelson Unpacified, Competition e Cro Minion.
L'8 luglio 2016 viene distribuito Mower Minions.

## Sequel
Nel 2017 è stata annunciata la produzione di un sequel, Minions 2 - Come Gru diventa cattivissimo, uscito nelle sale italiane il 18 agosto 2022.